# (21468) Saylor
(21468) Saylor (1998 HD97) – planetoida z pasa głównego asteroid okrążająca Słońce w ciągu 4,38 lat w średniej odległości 2,68 j.a. Odkryta 21 kwietnia 1998 roku.